# 瑞士鐵路交通
瑞士鐵路網絡以其密度、  服務之間的協調、與其他運輸方式的整合與及時性， 以及熱絡的國內和跨阿爾卑斯山貨運系統而著稱。這是由於對於卡車運輸的嚴格規定， 以及適當協調的各種物流方式，所達成的。 
依據2015年的統計，排除幅員極小的國家後，瑞士的5323公里鐵路網路，使其成為世界上鐵路網路最密集的國家（ 128.9 km/10 3 km 2 ）－－尽管阿尔卑斯山佔了該國面積約 60% 。行駛的公里數方面也是世界領先的： 每位居民每年2459公里。瑞士鐵路幾乎100%已經電氣化，僅有少數觀光鐵路使用蒸汽機車。瑞士有 74 家鐵路公司，使用公共交通作為主要交通工具的通勤者比例為 30%。鐵路在公路和鐵路的貨物運輸中的比例為 39%。 
在 2017 年歐洲鐵路績效指數中，瑞士以其使用密度、服務品質和良好的安全評價，在歐洲國家鐵路系統中排名第一。 瑞士鐵路的使用密度非常高，主要是因為客運流量以及良好的服務品質與安全評價。由此，瑞士的公共投資的回報很好，其成本與績效比率高於所有歐洲國家的平均比率。 
瑞士是国际铁路联盟（UIC）的成员。瑞士的UIC 国家代码是 85。 

## 標準軌距路線
四分之三的瑞士铁路路線（3773公里長）采用标准轨距，主要由三个公司管理。重要的鐵路車站包括苏黎世火車總站 （平常日每天466800人次），伯恩（210,000 人次/日），巴塞尔瑞士車站 （114,200 人次/日），洛桑（108900 人次/日），溫特圖爾（108,000 人次/日），卢塞恩（96200 人次/日），苏黎世欧瑞康車站(85,700人次/日)、苏黎世施塔德尔霍芬 (83,300 人次/日)、奥尔滕(81,300 人次/日) 和日内瓦(73,700 人次/日)。 

### 瑞士联邦铁路
瑞士联邦铁路( 縮寫為SBB或CFF或FFS，以配合該國的多語言 ) 是瑞士最大的铁路公司，經營大部分国内和国际交通，營運瑞士高原地區的東西向主要路線，經過所有较大的瑞士城市和许多较小城鎮，以及穿過阿爾卑斯山的南北向路線，包括經由聖哥達基線隧道的哥達線（米兰-基亚索-卢加诺-卢塞恩/苏黎世-巴塞尔线），以及經由辛普朗隧道到布里格-洛桑-日内瓦路線。 路線總長度3173公里 。 

### BLS
伯恩-勒奇山-辛普朗鐵路 (BLS， Bern - Lötschberg - Simplon ) 是另一家主要公司，營運標準軌鐵路路網的10%。其營運另一條穿過阿爾卑斯山的主要路線（伯恩－布里格線），經由勒奇山隧道，在布里格匯集 SBB 的辛普朗隧道而通往意大利。 路線總長度436公里。

### 瑞士東南鐵路
瑞士東南鐵路（Schweizerische Südostbahn AG ，SOB）營運博登湖的羅曼斯霍恩到圣加仑之間的路線，長147公里（自有路線長123公里）。再经黑里绍到达瑞士东北部的托根堡谷。本路路線經由瓦特維爾和拉珀斯維爾 穿越苏黎世湖的希達姆堤道橋，通過羅騰圖姆的高沼地，到达瑞士中部的阿爾特·戈爾道（Arth-Goldau）。
卢塞恩和圣加仑之间有Voralpen Express每小时一班。 

### 通往其它國家的鐵路
- 标准軌1,435毫米（4英尺8+1⁄2英寸）

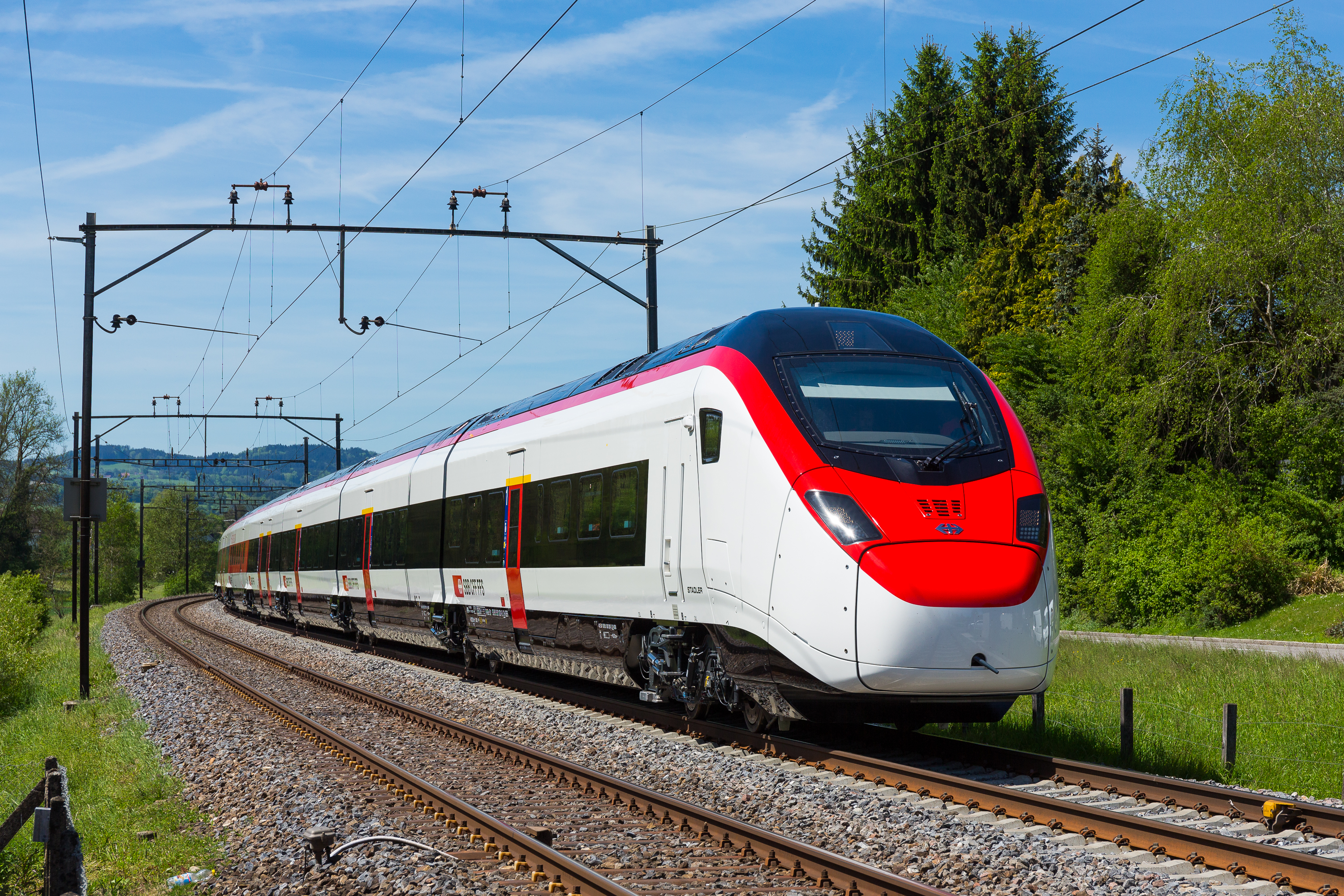
瑞士联邦铁路公司的EC 250 Giruno，經過 57 公里长的圣哥达基线隧道，行駛跨越阿尔卑斯山的國際列車。

  - 奥地利– 相同电压 15 kV, 16.7 赫兹交流电
  - 法国– 电压变化 15 kV, 16.7 赫兹交流 / 25 kV, 50 Hz AC 或 1,500 V DC
  - 德国– 相同电压 15 kV, 16.7 赫兹交流电
  - 意大利– 电压变化 15 kV, 16.7 赫兹交流 / 3 kV 直流
  - 列支敦士登– 相同电压 15 kV, 16.7 赫兹交流电

奥地利和德国鐵路使用電壓與瑞士相同，但由于瑞士使用较窄的集电弓，因此需要专用的机车。
德國鐵路 (DB) 拥有並營運从德国边境到巴塞尔巴登車站的跨國鐵路。它還擁有一條跨越沙夫豪森州的东西向路线，该线与大部屬於德国的上莱茵铁路相连，沙夫豪森火车站則為德國鐵路與瑞士联邦铁路公司共同拥有。
德國鐵路營運德国到瑞士的长途火车，包括到巴塞尔、苏黎世、伯尔尼、库尔和因特拉肯的ICE 城際快車。瑞士方面的鐵路公司也有一些列車開往德國，例如到斯图加特的定期 EC 服务。
法国-瑞士合资企业TGV Lyria營運巴黎和法国南部之间的高速列车，有列車開往日内瓦、洛桑、巴塞尔和苏黎世。
奧地利聯邦鐵路的銳捷列車（Railjet）行駛於营苏黎世和奥地利多个目的地之间。路線行經布克斯，停靠因斯布鲁克、萨尔茨堡和维也纳等等車站。
SBB 和意大利列車（Trenitalia）共同營運瑞士和意大利之间的歐城列車（EuroCity）。班車經由辛普朗隧道行駛於日内瓦和米兰至威尼斯之间。

## 窄軌路线

### RhB

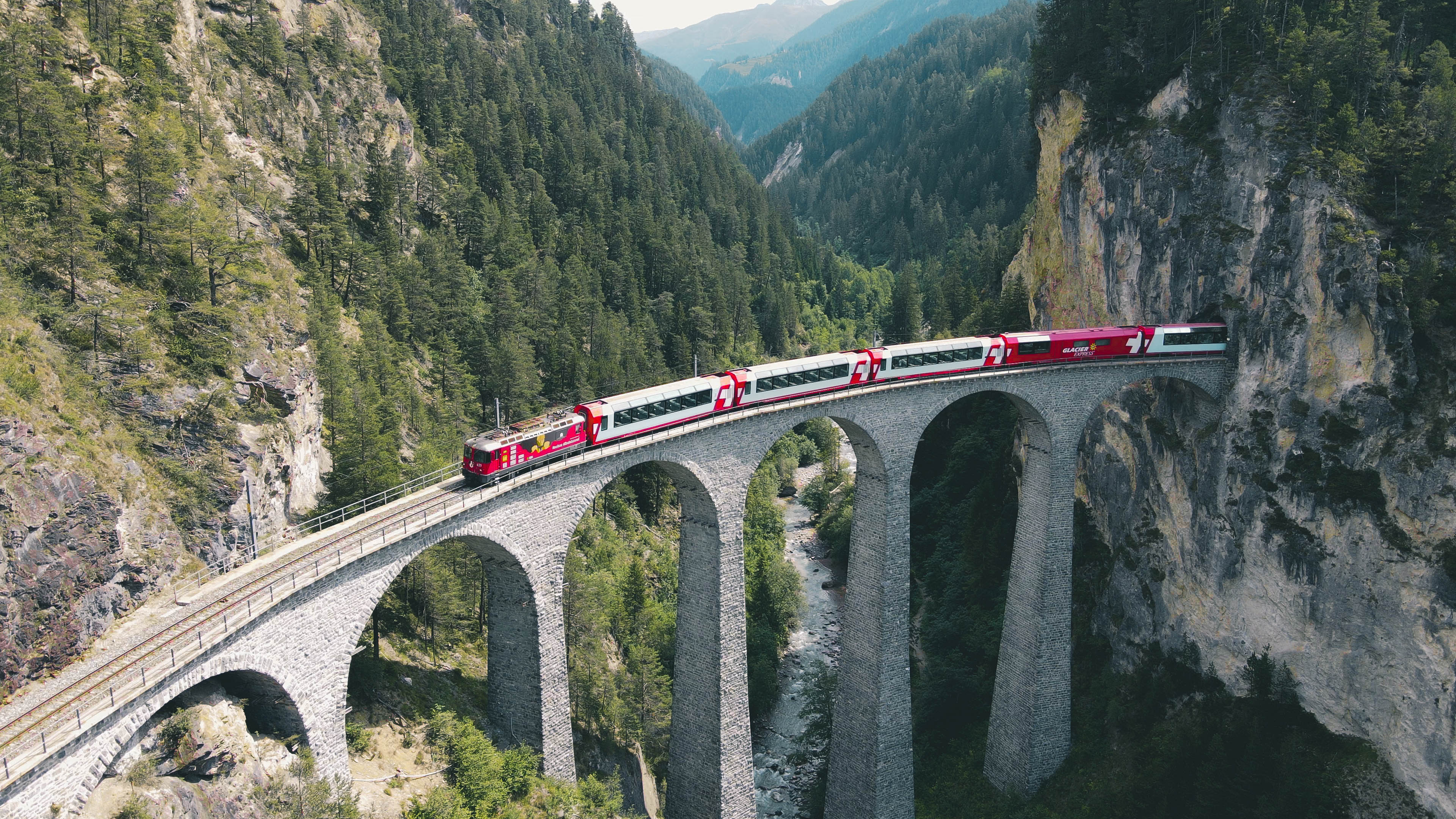
冰河快车行經朗德瓦薩橋。該列車士是瑞士距离最长的班車，行經 MGB 和 RhB路網，運行於采尔马特與圣莫里茨之間。

雷蒂亚铁路（Rhätische Bahn , RhB) 是瑞士最长的米轨铁路，將阿爾卑斯山上的阿罗萨、迪森蒂斯、达沃斯、圣莫里茨，和意大利的蒂拉诺，与库尔连接起来，库尔是与 SBB 連接的铁路枢纽站。它穿过上莱茵河谷和几个山谷，还有恩加丁，因河的上游河谷。伯尔尼纳山口是路線的最高点，也是歐洲最高的鐵路隘口，海拔 2253 公尺。本路線总长度366 公里。 

### MGB
原Furka Oberalp Bahn (FO) 是位於阿爾卑斯山南部的一條米軌鐵路，名字來自於富爾卡山口和上阿爾卑山口兩個山口。富爾卡山口位於羅納河谷的上端。 ，而上阿爾卑斯山口位于莱茵河谷的上端點，海拔2033公尺，是本路的最高点。铁路全长100公里，从迪森蒂斯到布里格。 布里格是与 SBB 和 BLS 的铁路枢纽站，位于米兰至洛桑的 CFF 路線，以及米兰至伯尔尼 的BLS 线路上的辛普朗隧道北端。
原BVZ Zermatt-Bahn （BVZ；BVZ 代表 Brig Visp Zermatt）是布里格和采爾馬特之间，長43公里的鐵路，穿过罗纳河支流馬特山谷與菲斯普。
2003 年，FO 和 BVZ 合并为马特宏峰圣哥达铁路（Matterhorn Gotthard Bahn，MGB)。 
冰河快车(GEX) 經過圣莫里茨/达沃斯-菲利苏尔-库尔-迪森蒂斯-安德马特-布里格-维斯普-采尔马特，使用觀景車廂的一日旅遊，讓遊客能從圣莫里茨/达沃斯到采尔马特或是由相反方向旅遊，欣賞阿尔卑斯山的壯觀景色。本列車行駛距離最长，从采尔马特到圣莫里茨需時约 8 小时。

### 其它窄轨路线
阿本塞鐵路（Appenzeller Bahnen，AB）：共有77公里的米軌路線，在2006年合併了Trogenerbahn从圣加仑到特罗根的路線，以及罗爾沙赫到海登的標準軌路線，還有从莱茵埃克到瓦爾岑豪森的纜索鐵路。本公司路線連接了阿本塞的主要城鎮與圣加仑和阿爾特施泰滕。 

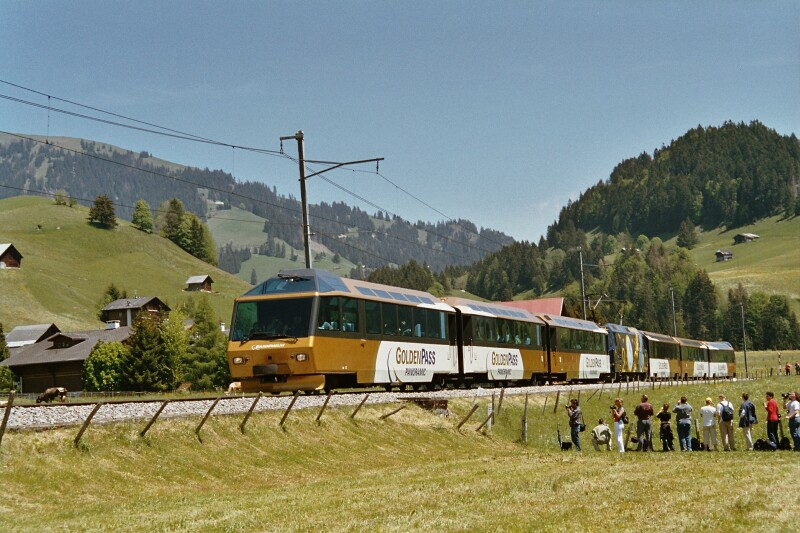
格施塔德附近的黃金山口快车

蒙特勒伯恩高地鐵路（Chemin de Fer Montreux Oberland Bernois ，MOB）：路線从日内瓦湖的蒙特勒到茨韋西门，全长 75 公里，并有一条路線连接西門特的伦克。从蒙特勒到茨韋西门的路段，全长约 63 公里，是蒙特勒到卢塞恩的“黃金山口快車全景”之旅的一部分，该行程结合了 MOB、BLS 和 Zentralbahn (zb) 的服務。  
中央鐵路（Zentralbahn，zb）：从因特拉肯開始至卢塞恩的窄轨路線，稱為布呂尼格鐵路（Brünigbahn），長74公里，繞過布里恩茨湖，經過布呂尼格山口穿過湖北的山脈，然後下行至薩爾納河谷到達盧塞恩。中央鐵路也在盧塞恩和英格堡之间營運列車。 
侏罗鐵路（Chemins de fer du Jura ，CJ）：位於瑞士北部侏罗州的铁路，長 85 公里的路網中有74公里為米軌，11公里是標準軌距。路線由拉紹德封經由勒努瓦芒 到格洛韋利耶和特拉姆朗。 
阿爾高交通（Aargau Verkehr）：经营两条不相连的窄轨鐵路路線－－位於阿尔高州的中部的門齊肯-亞牢-舍夫特蘭線，以及跨越苏黎世州和阿尔高州东部之间边界的布雷姆加滕-迪蒂孔線。兩條路線總長51公里。

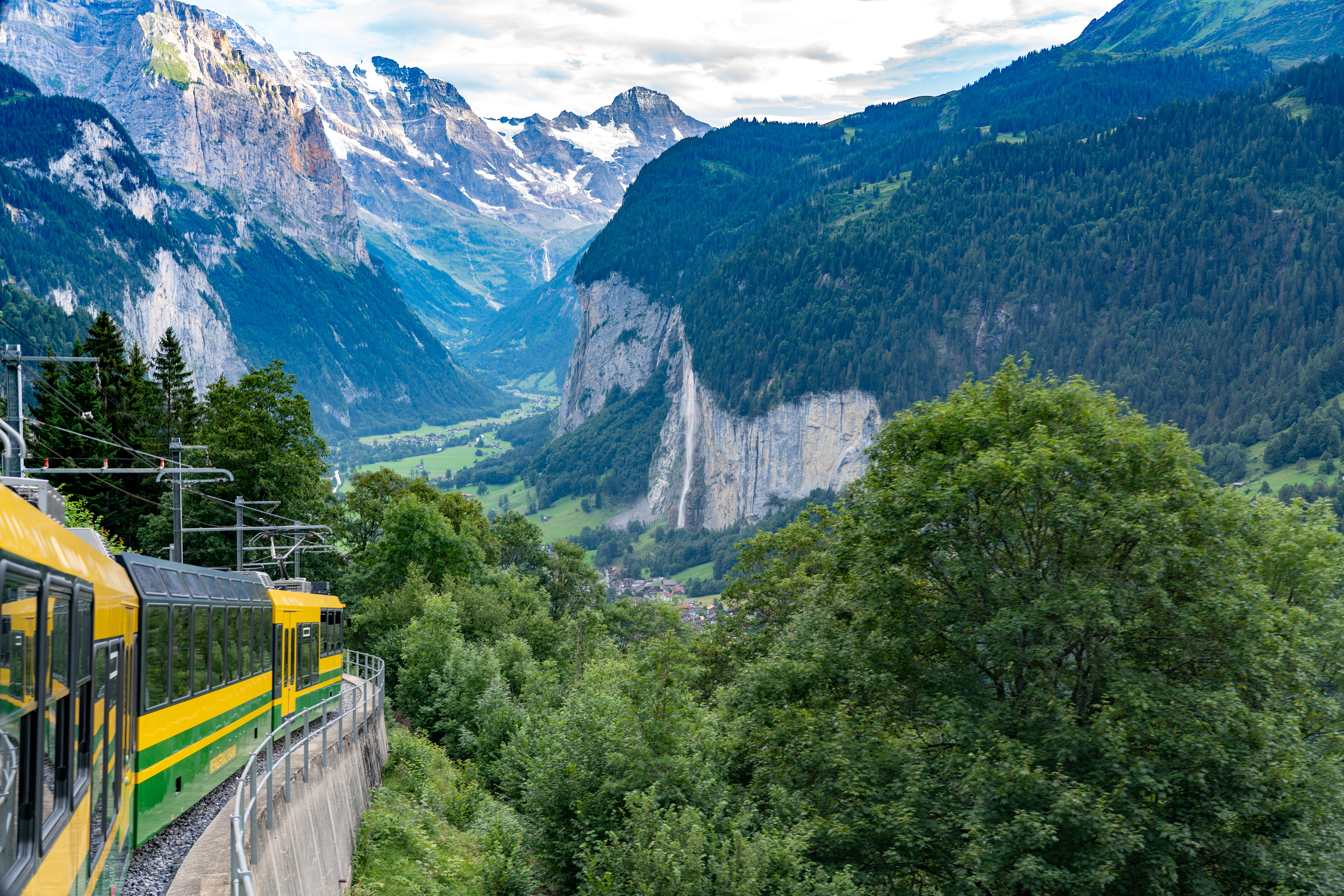
窄轨线路以其优美的景色而闻名（圖為劳特布龙嫩和翁根之间的 WAB）

伯恩高地鐵路（Berner Oberland Bahn，BOB） ：从因特拉肯到劳特布龙嫩和格林德瓦的 24 公里鐵路路線，在因特拉肯以南约 10 公里处的金德利施萬德分岔，西支線通往劳特布龙嫩，东支線通往格林德瓦。劳特布龙嫩和格林德瓦之間由溫根阿爾卑斯鐵路连接，因此是可能進行去程經由劳特布龙嫩，回程經由格林德瓦的旅行的。
溫根阿爾卑斯鐵路（Wengernalpbahn，WAB）：从劳特布龙嫩到格林德瓦的 19 公里鐵路，在小夏戴克攀越艾格峰山脊；這是冬季的滑雪勝地，有許多工滑雪者搭程的升降機和小徑，還有這條鐵路連接。滑雪者可以從下面的山谷乘坐火車返回到滑雪道的頂部。
少女峰鐵路（Jungfraubahn，JB）：全長9公里，為齒軌鐵路，從小夏戴克起，經過艾格峰和僧侣峰的隧道，通往僧侣峰和少女峰峰顶之间的鞍部的少女峰車站。在鞍部有游客中心和天文台。欧洲最大的阿莱奇冰川往南延伸至罗纳河谷。
勞特布倫嫩米倫登山鐵路（Bergbahn Lauterbrunnen-Mürren，BLM）：長6公里，分为两段，第一段是在2006年取代了舊的纜索鐵路的新纜車，就運行在舊的纜索鐵路上方；第二部分是普通铁路。
馬爾蒂尼-沙泰拉爾鐵路（Chemin de fer Martigny-Châtelard ，MC）：位於瓦莱州，長19公里，有一段齒軌路線。它与法國的聖日爾維萊班-瓦洛辛訥鐵路（Saint-Gervais-Vallorcine）相连，兩路聯運列車為白朗峰快車（Mont-Blanc Express ）。
沃州的米轨铁路：尼永-聖塞爾格-莫雷鐵路（Chemin de fer Nyon-St-Cergue-Morez） 、比耶爾-阿普勒-莫爾日鐵路（Chemin de fer Bière-Apples-Morges） 、伊韋爾東-聖科瓦鐵路（Chemin de fer Yverdon-Ste-Croix ）、貝城-維拉爾-不列塔耶鐵路（Chemin de fer Bex-Villars – Bretaye）和洛桑-埃沙朗-貝爾謝爾鐵路（Chemin de fer Lausanne-Echallens-Bercher ），以及較長的的MOB 的一部分。
卢加诺蓬泰特雷薩鐵路（Ferrovia Lugano-Ponte Tresa ，FLP） ：位于堤奇諾州，从卢加诺到蓬泰特雷薩，長12.3 公里。
戈尔内格拉特铁路：从采尔马特 RR的采尔马特站（海拔 約1600 米）攀登到蒙特罗莎山肩部，海拔約 3000 米的车站，全程 9 公里。整条路线是齿軌铁路。
布里恩茨罗特峰铁路（Brienz Rothorn Bahn, BRB）：在布里恩茨，是以蒸汽機車牵引的齿轨铁路，攀登到布里恩茨罗特峰的山顶附近。

### 与邻国的窄轨连接
- 意大利:
  - 貝尔尼纳铁路：在蒂於拉诺變換軌距與電壓
  - 堤奇諾區域巴士與鐵路公司（FART ，ferrovie autolinee regioni ticinesi）在洛迦诺和多莫多索拉之间的路線，经過瑞士的琴托瓦利和意大利的維傑左谷（Valle Vigezzo） 。

## 市區軌道運輸

### 电车
瑞士有七个城市擁有合計九個的電車系統，路面電車幾乎都使用1000毫米軌距，貝城-維拉爾-不列塔耶鐵路在貝城的路段是城區之間的混合輕軌運輸，還連接到齿轨铁路，但也的確有在街道運行的路線，尤其是在貝城；該路行駛沿著1890年代始建的路面電車系統的路權。
| 城市     | 系统名稱                         | 開業日              | 軌距                        | 附註                                                     |
| -------- | -------------------------------- | ------------------- | --------------------------- | -------------------------------------------------------- |
| 巴塞尔   | Basler Verkehrs-Betriebe (BVB)   | 1892 年 5 月 6 日   | 1,000毫米（3英尺3+3⁄8英寸） | 8條路線                                                  |
| 巴塞尔   | 巴塞兰交通(BLT)                  | 1902 年 10 月 6 日  | 1,000毫米（3英尺3+3⁄8英寸） | 4條路線， 65.2 km（40.5 mi）, 100 辆有轨电车，服务于郊区 |
| 伯恩     | Städtische Verkehrsbetriebe Bern | 1902 年 7 月 1 日   | 1,000毫米（3英尺3+3⁄8英寸） |                                                          |
| 贝城     | 貝城-維拉爾-不列塔耶鐵路(BVB)    | 1898年              | 1,000毫米（3英尺3+3⁄8英寸） | 连接到 Villars-sur-Ollon 的齿轨铁路                      |
| 日内瓦   | 公共交通 日内瓦                  | 1894 年 9 月 22 日  | 1,000毫米（3英尺3+3⁄8英寸） |                                                          |
| 洛桑     | 洛桑地鐵                         | 1991 年 6 月 2 日   | 1,435毫米（4英尺8+1⁄2英寸） |                                                          |
| 纳沙泰尔 | 纳沙泰尔电车                     | 1897 年 5 月 16 日  | 1,000毫米（3英尺3+3⁄8英寸） |                                                          |
| 苏黎世   | Verkehrsbetriebe Zürich (VBZ)    | 1894 年 3 月 8 日   | 1,000毫米（3英尺3+3⁄8英寸） |                                                          |
| 苏黎世   | Stadtbahn Glattal                | 2006 年 12 月 10 日 |                             |                                                          |

### 城市快鐵
在瑞士的许多地方，郊区通勤铁路服务被称为城市快鐵（S-Bahn） 。 1964 年，伯恩附近的 Worb Dorf - Worblaufen 路線首先採用了整點整刻時間班表，1968年在苏黎世湖右側的黄金海岸快车也跟進，在1982年，全瑞士都採用了這種時刻表。S-Bahn一词自 1990 年起用于苏黎世 S-Bahn ，1995 年用于伯恩 S-Bahn ，1997 年用于巴塞尔地区 S-Bahn 。其他服务包括S-Bahn Luzern和S-Bahn St. Gallen 。但也有其他通勤铁路名稱。例如Stadtbahn Zug 。在弗里堡附近則称为 Réseau Express Régional (RER)，在日内瓦地区称为萊芒特快（Léman Express） ，在提契諾州稱為 Treni Regionali Ticino Lombardia (TILO) 。苏黎世、巴塞尔、日内瓦和提契诺州的通勤铁路也有通往德国、法国和意大利的跨境运输服务。

## 历史

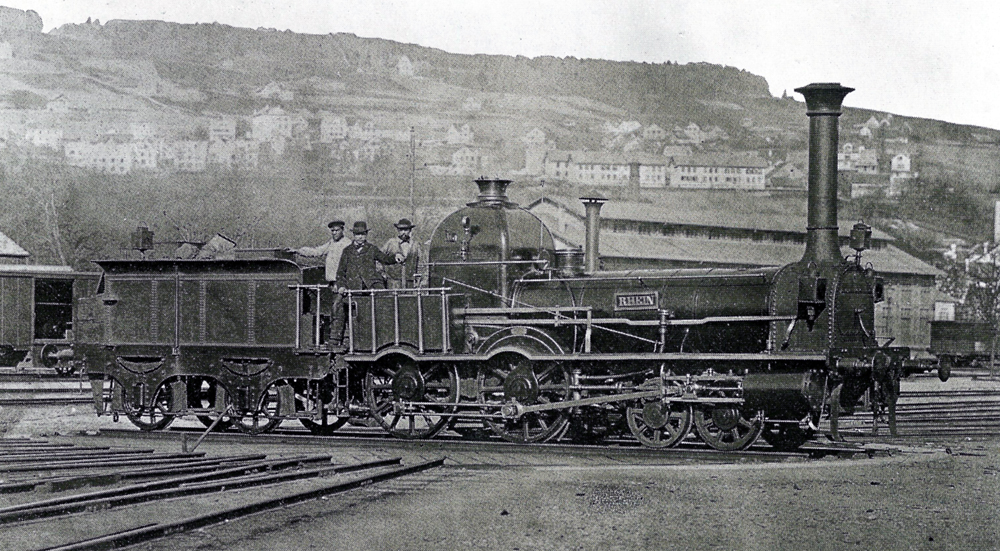
瑞士北方铁路使用的机车（1868 年照相）

19 世纪瑞士铁路是由民營公司建設與營運，第一條國內鐵路在1847年通車，由苏黎世到巴登，長16公里，由瑞士北方鐵路公司（ Swiss Northern Railway）營運。到 1860 年，鐵路鋪設到了瑞士西部和東北部，但鐵路所需需的坡度限制，使得阿爾卑斯山仍然是無法逾越的障礙。瑞士第一條跨阿爾卑斯山的鐵路和南北向幹線終於在1882年開通，也就是聖哥達鐵路，其核心是穿越圣哥达山口的圣哥达隧道。第二条路線在1906年穿越辛普朗山口（辛普朗铁路），第三條則在1913年穿越了勒奇山（勒奇山铁路）。
1901年主要铁路被国有化形成為瑞士联邦铁路。在 20 世纪上半葉鐵路進行電气化與逐步升级。二次世界大战以後由於擁有汽車的人增加，道路建設更加廣泛，鐵路在運輸市場的佔有率迅速讓給了公路运输。从1970 年起，联邦政府更更積極地与了鐵路的升級與改建，尤其是在城市地区，以及Rail 2000計畫中的幹線。此外，在NRLA計畫中，興建了两条主要的跨高山路线——圣哥达铁路以及勒奇山往辛普朗的路線。於是 21 世纪初新建了兩條穿越阿尔卑斯山的新平坦路线：2007 年的的勒奇山线隧道和 2016年的圣哥达基线隧道。

## 服务整合

### 铁路服务之间
瑞士铁路彼此之間與其他形式的大眾運輸（地區鐵路、巴士、船只和电缆输車互结合，通常站間相距不遠，儘量減少时间。与欧洲邻国不同，瑞士尚未发展完善的整的铁路网络其一僅有的运路線（othrist-Mattstetten 线，相）運轉速度較高，可達時速兩百公里。瑞士优先考虑的不是提升城市之間的列車營運速度，而是節省系统之間的轉乘时间。 幹線上的主要大站之間的行车时间是 15 分的倍数，因此在每個整點或半點所有列车都会同时停靠在主要车站，可以減少轉乘等候時間。上述 Rothrist-Mattstetten 线路将伯恩到苏黎世的行車时间从 72 分钟减少到 57 分钟，以便配合整時整刻的時間表。 

### 交通方式之间
铁路时刻表與路線遍及平原與高山村莊的郵政巴士（品牌为PostBus ) 整合 。舉例而言，邮政巴士路線 12.381的公車，在10:35從山村Les Haudères出發，表訂於11:20抵達該區域的城市Sion，而開往Visp的火車於11:24離站（公車站就在火車站旁邊）。而在火車到站前，站外已經有郵政巴士排隊等待乘客，已是常見景象。從此而言，瑞士铁路网络是更大規模的公共交通网络的核心。時刻表也與其他運輸方式，例如船隻（例如在图恩站）和缆車（例如在Fiesch 火车站）。

## 成本和补贴

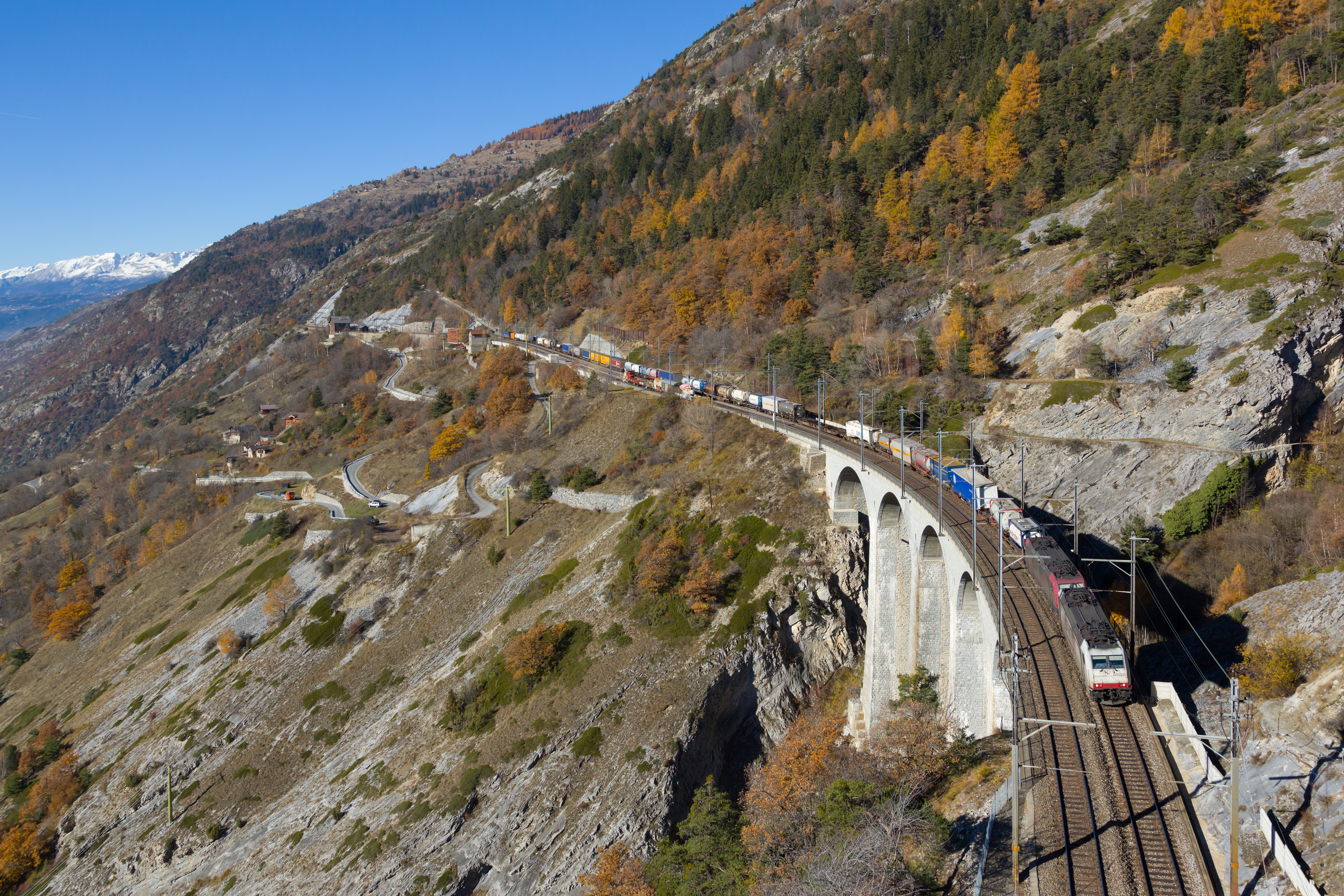
勒奇山顶线的貨運的商品列车。已經投資約18億瑞士法郎將圣哥达和勒奇山幹線进行现代化；這是NRLA项目的一部分

儘管公共投資與鐵路系統的運輸表現呈正相關，但歐洲鐵路性能指數發現各國投入公共成本所獲得的回報並不一樣。 2017 年的指數發現，與歐洲國家的平均績效對成本比率相比，瑞士獲得了較高的性價比。 

### 客運
2012 年，瑞士鐵路網絡的客運總成本為88.8億瑞士法郎，其中44.6億瑞士法郎(50%) 是基礎設施成本，39.8億瑞士法郎(45%) 是運輸工具成本，4.27億瑞士法郎屬於環境和健康成本，2500萬瑞士法郎乃由於事故導致。 
成本中，42.8億瑞士法郎（48.2%） 來自乘客收入，41.5億瑞士法郎（ 47%）來自各級政府的鐵路補貼，4.26億瑞士法郎（4.8%）來自公益基金（意外和健康保險、環境基金等）。 

### 貨運
2012 年，瑞士鐵路網絡的客運總成本為20.63億瑞士法郎，其中7.796億瑞士法郎(37.8%) 是基礎設施成本，9億瑞士法郎(43.6%) 是運輸工具成本，5900萬瑞士法郎屬於環境和健康成本，3億2500萬瑞士法郎（15.8%）乃由於事故導致。 
成本中，10.58億瑞士法郎（51.3%） 來自貨運客戶，1.22億瑞士法郎（ 5.9%）來自運輸公司，5.55億瑞士法郎（ 26.9%）來自各級政府的鐵路補貼，3.28億瑞士法郎（15.9% ）來自公益基金（意外和健康保險、環境基金等）。